# 사토 가쓰미
사토 가쓰미(일본어: 佐藤 勝巳, 1929년 3월 5일~2013년 12월 2일)는 일본의 인권 운동가이다.
재일조선인의 귀환사업에 참가해 조선민주주의인민공화국으로부터 2번에 걸쳐 훈장(「조선민주주의인민공화국 적십자영예휘장」)을 수여받았다. 재일한국·조선인 차별 반대운동에도 활동했으며, 현대코리아연구소 소장을 지냈다.